# 山西省银行
山西省银行是山西省地方政府的官办银行。发行晋钞。

## 历史
光绪二十八年，山西巡抚岑春萱奏准开设山西晋泰官钱局。首任领事王廷本(山西介休人）领得藩库红封平银六万两，由运绛调业务员二十余人在省城活牛市街营业。业务除存放藩司赋税银两外，又增加了社会服务。光绪三十三年，王廷本病故，鲁文轩（山西洪洞人）继任领事。两年后，抚藩加派渠本澄（山西祁县人）为总理，鲁文轩退为协理。1911年辛亥革命爆发，太原起义中土匪先抢藩库次抢官钱局，官钱局房屋和帐簙一并被焚，人员逃散。晋泰官钱局结束。
1912年，山西省军政府拨出银圆33万余元在原晋泰官钱局的基础上开办了山西官钱局，王化南（山西新绛县人）为总办。资本约合银元三十三万元。营业初期，官钱局业务全部按照票号惯例办理。1913年改组后，其营业就以经理司库款项为主，与商界往来变得很少。山西官钱局初发放小银元票六万余元，不久即收回。一九一三年底又开始发行小银元票八万一千八百元，大银元票四千零四十元。还发行银条，金条纸币两万元。据1914年统计，山西官钱局投放纸币11万元，到1917年底紧缩为6万元。
1917年阎锡山兼山西省长后，在省长公署政务厅内设铜元经理处，任命高步青（山西代县人）为局长。1918年铜元经理处更名为铜元局，从陕西和山西大量收买制钱，改铸发行了十枚和二十文两种铜元，仅一年多获暴利360余万元。
1919年1月1日经北洋政府财政部批准，山西官钱局改组为山西省银行，资本总额定为三百万元（开业时时收资本1 177 850元），设总管理处于太原。山西省政府颁布《取缔各县纸币规则》限制钱庄活动。聘山西祁县大德恒票号总经理阎维潘为首任总理，协理齐梦彪（山西定襄人）。董事；徐一清、乔尚谦、鲁奎儒、严慎修、王玠、高步青、贾继英。监察；崔廷献、赵戴文、杨兆泰。張瑞芳 (光緒進士)任山西省银行督办。
根据《山西省银行股份有限公司章程》规定：采取公私合办的形式，“以经营普通银行事业，调剂全省金融为宗旨”“设总行于山西省城，总辖各行一切事务”“除山西省垣外拟于北京、天津、汉口、上海、张家口、归化、包头及省内太谷、新绛、忻县、大同、长治等处先行设立分行”。营业范围为：（一）存款；（二）放款；（三）汇兑；（四）买卖生金银；（五）折收未满限期票及汇票；（六）代素有交易之银行、公司、商号及个人收取各种票据之款项；（七）代人保管贵重物品；（八）兼营储蓄业务。在太原设立总管理处，下设总稽核、总文书、总营业、总会计及司券、司库，时称“四总两司”。同时另设立太原分行对外营业，在山西新绛、太谷等县城及地区设立分行、办事处或寄庄。陆续在天津、上海、北京、汉口、石家庄、保定、绥远等地设立分支机构，至1929年在省内外设立分支机构40余处。“章程上的规定，并无发行纸币、经营产业这两项，然而省行一成立，就迫不及待地印发钞票，并经营地产，投资工业，攫取巨额利润。”该行发行壹角、贰角、伍角、壹元、伍元、拾元、伍拾元、壹佰元的银元票（银元兑换券），以后又发行辅币劵、铜元劵票(铜元兑换券，为拾枚、贰拾枚、伍拾枚、壹佰枚、叁佰枚、伍佰枚)，皆通称“晋钞”。晋钞随阎军向外扩张曾流通到冀、察、绥三省及平、津两市。
1930年底中原大战阎锡山战败下野，晋钞发行银元票8种，实印数9062.45万元，实发4701.44万元；铜元券5种，原印数456.25万元，实发数3,159,235吊100文，按市价4吊合银洋1元，共折合银元78.98万元，银元票和铜元券额合计发行4780万元，准备金严重不足，晋钞严重贬值，一元纸币兑银元七、八角暴跌至兑四、五分。山西省政府主席商震、山西省银行总理高步青、财政厅长仇曾诒搞出抽签兑现的办法，中签的号码为：86、19、95，可以1元晋钞兑1元现洋。随后又抽出13个号码，则是按2.5元晋钞兑现1元现洋，即所谓“二五兑现”。当时市面上公开的现洋行市最高达到晋钞30元换现洋1元。商震通过高步青兑现了75万现洋后离晋投奔南京当局。
1932年初阎锡山重返山西执政，提出“造产救国”口号，拟制了《山西省政十年建设计划案》。阎锡山察知原山西省银行总经理高步青以落价省钞套取省行库存现洋，商震离晋时又让商从省行提走现洋七十五万元，于是令其一日之内交出一百万现洋，待高交足现洋后又将其扣押起来，高步青被扣两年后保出来，不久就病死。为“整顿晋钞”改组山西省银行，委任王骧为总经理，傅瑶为协理。1932年7月，遵照省银行新章程，定省行为官营民监，以调剂全省金融，扶助经济建设为宗旨，并承诺为巩固业务，力矫前非，防止流弊起见，概不借垫军政各费。改组后省行共有分行办事处27所散布各县。资本定为国币一仟二百万元，由省政府分十年按月拨足，第一年每月十万元，以后按年每月递增十万元。
根據南京國民政府於1935年的調查，山西省銀行的資本額為240萬元，為當時山西銀行業務的總資本額80%。1935年实行法币改革后，阎锡山宣布“四银行号”发行的纸币停止兑现，另设“省铁盐垦四银行号实物十足准备库”，采用实物准备制度，由省政府和“晋绥财政整理处”从四行号借纸币3000万元购买物资作为实物准备。此时省行行长王尊光。至1936年底，新晋钞发行乐6291万元。1936年红军东征攻入山西省内，山西省银行纸币的价格跌落约有一成，农村经济枯竭，阎锡山才允许国民政府的金融政策推行，设立了交通银行、中国农民银行两分行。
抗战爆发后，由于阎锡山实控区地窄人少，加之四银号在太原的印刷机器和票版落入日军之手，日伪印发假钞。阎锡山向重庆国民政府提出“整理晋钞”，即原先发行的晋钞不在继续使用，新发省钞投入流通。山西省民政厅长邱仰濬在给国民政府财政部的电报中称：“查各行所发旧钞，原来均有准备，自抗战以来，大部挪垫军费。新钞印发，系因借垫军费，所发此项钞票，若责令地方整理，现实无此力量。若不整理，任令成为废纸，有失政府信用”。财政部钱币司的回电称：“该项晋钞，既无准备，流通价值又各地不同，印机票版，曾一度落入敌军之手，实际印发若干，一时无从稽考。在战争未结束前，似无法加以整理”。“整理晋钞”就这样不了了之。1939年阎锡山自行决定发行晋钞，原西北印刷厂厂长赵甲荣和该厂旧职工来陕西秋林镇票济村开设“晋兴出版社”，印制发行纸质不佳、票版粗劣、币面模糊的晋钞，即民间俗称“大花脸”的十元券、“二花脸”的五元券、“三花脸”的壹元券和“绕天飞”的壹角票。第二战区司令长官行营改为第二战区司令长官部后，省铁两行号随营办事处改为省铁两行号联合办事处并以此名义发行小面额贰角伍分纸币解决找零问题。除此之外还通过晋兴出版社印制了大量的山西省银行本票，并制定了《本票发行简则》。
晋西事变后，晋钞暴跌，变成废纸，1940秋由于民众拒绝使用新票而停止发行，共印发7788万元。采取了田赋折收和大烟土撤收的办法收回省钞六千余万元，并仍由随营办事处装箱保存，后随营办事处向吉县转移时，请准全部烧毁。所余部分一千多万元大部分由部队领饷带到晋东南、晋西北分散在社会。阎锡山改为在晋西南控制区各县发行“合作券”流通，由“合作事业管理处”承办。18个县共发行700余万元。1941年总行移至山西吉县克难坡。1943年夏晋省公款设立的晋绥地方铁路银号与绥西垦业银号并入省行，总行移设西安恢复营业。
抗战胜利后总行迁回太原。对抗战期间在晋西发行的钞票不闻不问。1947年5月阎锡山为了挽救危局，实行“平民经济”，成立平民经济执行委员会，采取十条措施，实行实物配售，规定吃饭等级，成立消费合作社，每人交股金“原法币”6元。1元“原法币”等于现法币107143元。各种物价以此为准。非经“平执委”批准不得变动。但物价上涨更为强烈，零售物价指数比1946年上升1500倍。1948年3月7日山西省银行重新改组，但对旧钞收兑并未做什么有效的工作。至1948年2月底省各银号未收回发行券8762.66万元，盐业银号92.27万元。所有准备金因垫发军费尽数提支，造成发行数等于省库透支准备金数。阎锡山自知省城已不能守，积极向外转移资财。据不完全统计，经省银行转往外阜的资财仅黄金一项即达9800余两。阎锡山在1949年3月29日飞离太原时，累计带走资金合黄金11.5万余两。
1949年4月24日太原解放后，山西省银行被中国人民银行派出的中国人民解放军太原市军事管制委员会金融接管组接收。

## 参照
- 绥远省银行